# Min (mitologija)
Min je v staroegipčanski mitologiji bog plodnosti. Po navadi je upodobljen z nabreklim spolovilom.
je tudi bog ponedeljkla